# Richard Deth
Richard Carlton Deth, est un neuropharmacologiste, professeur de pharmacologie à l'université du Nord-Est à Boston. Il fait partie du conseil consultatif scientifique de la National Autism Association. Deth a publié des études scientifiques sur le rôle des récepteurs D4 de la dopamine dans les troubles psychiatriques, et est l'auteur du livre Molecular Origins of Human Attention: The Dopamine-Folate Connection. Il est aussi devenu une voix dominante dans la bataille de l'autisme, en particulier pour ce qui concerne le rôle des vaccins, en raison de son hypothèse selon laquelle certains enfants sont plus à risque que d'autres parce qu'il leur manque la capacité normale d'excréter les métaux neurotoxiques.

## L'éducation
Deth a étudié à l'université d'État de New York à Buffalo, où il obtient en 1970 son baccalauréat en pharmacie. En 1975, Deth a obtenu son Ph.D à l'université de Miami, avec une thèse intitulée The relative contribution of Ca++ influx and intracellular Ca++, portant sur la libération de substances médicamenteuses induite par la contraction de l'aorte du lapin,

## Axe de recherche
Le principal domaine de recherche de Deth implique le rôle des récepteurs de la dopamine D4 dans la schizophrénie et les troubles de l'attention. Il étudie la compréhension de la base moléculaire de la signalisation transmembranaire par des protéines G, leur structure à l'aide de trois dimensions moléculaires graphiques, et la modélisation de la façon dont la liaison entre diverse médicaments provoque un changement dans leur forme moléculaire